# Original Chip Set

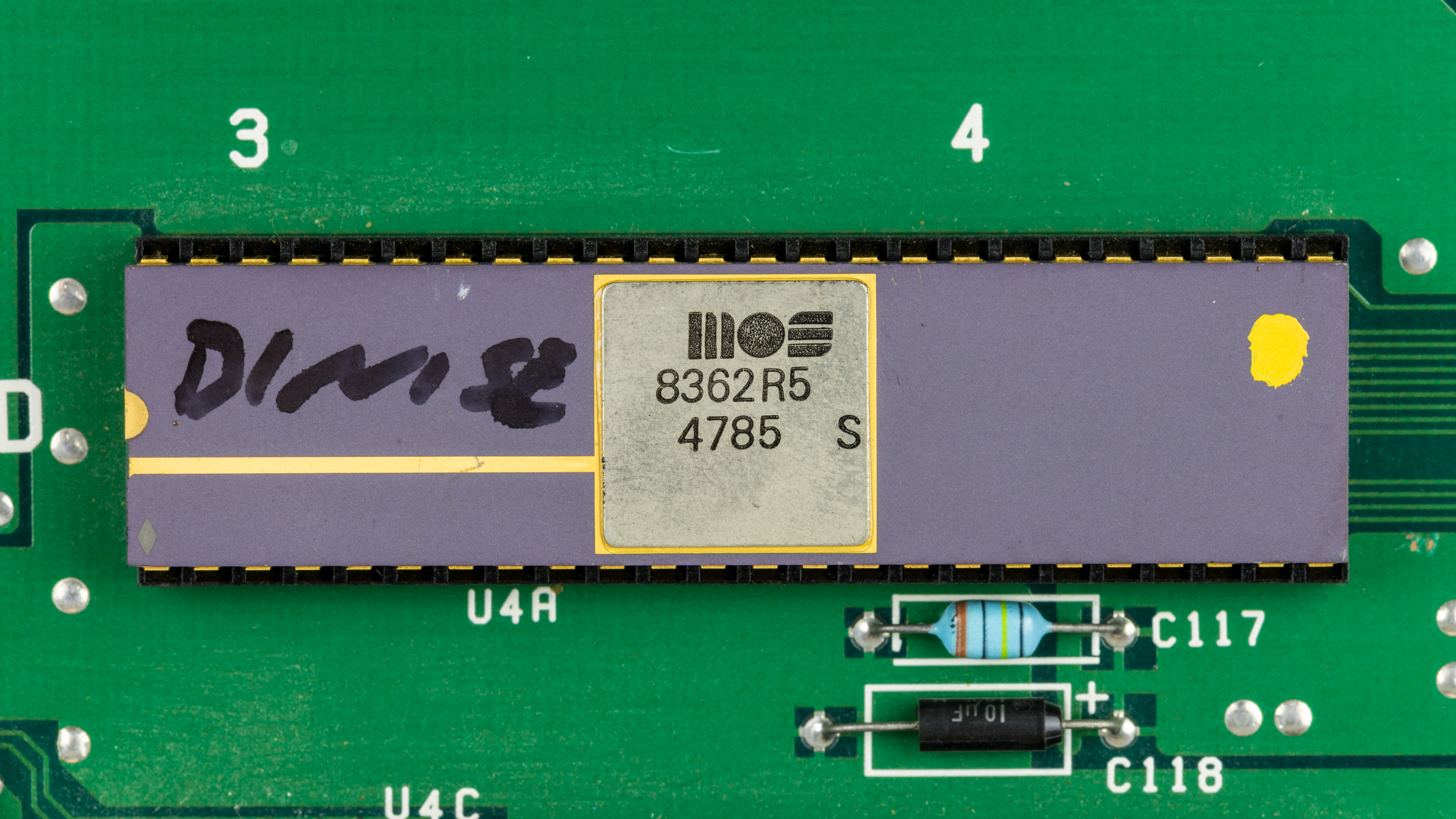
MOS 8362R5 - Denise

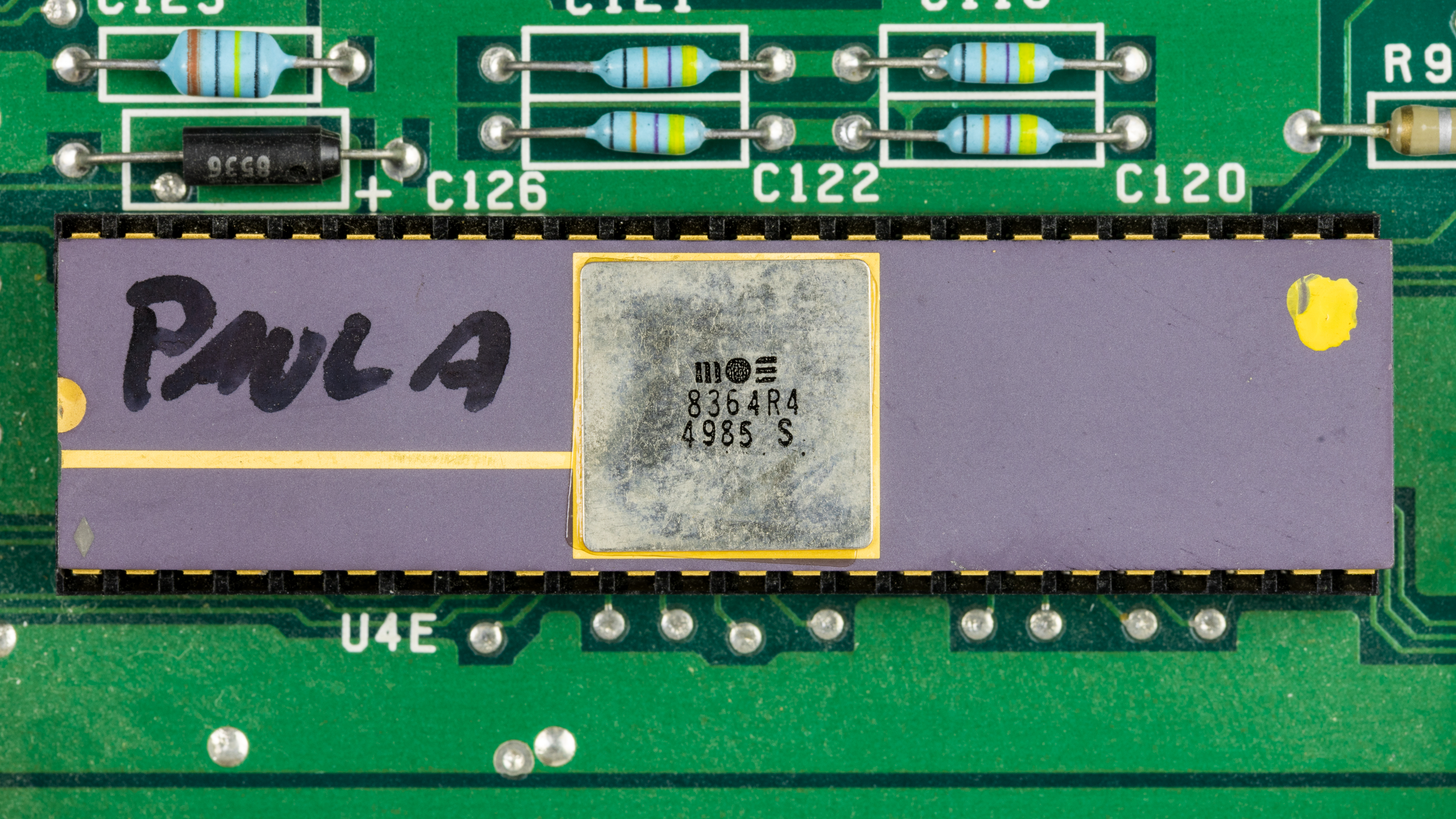
MOS 8364R4 - Paula

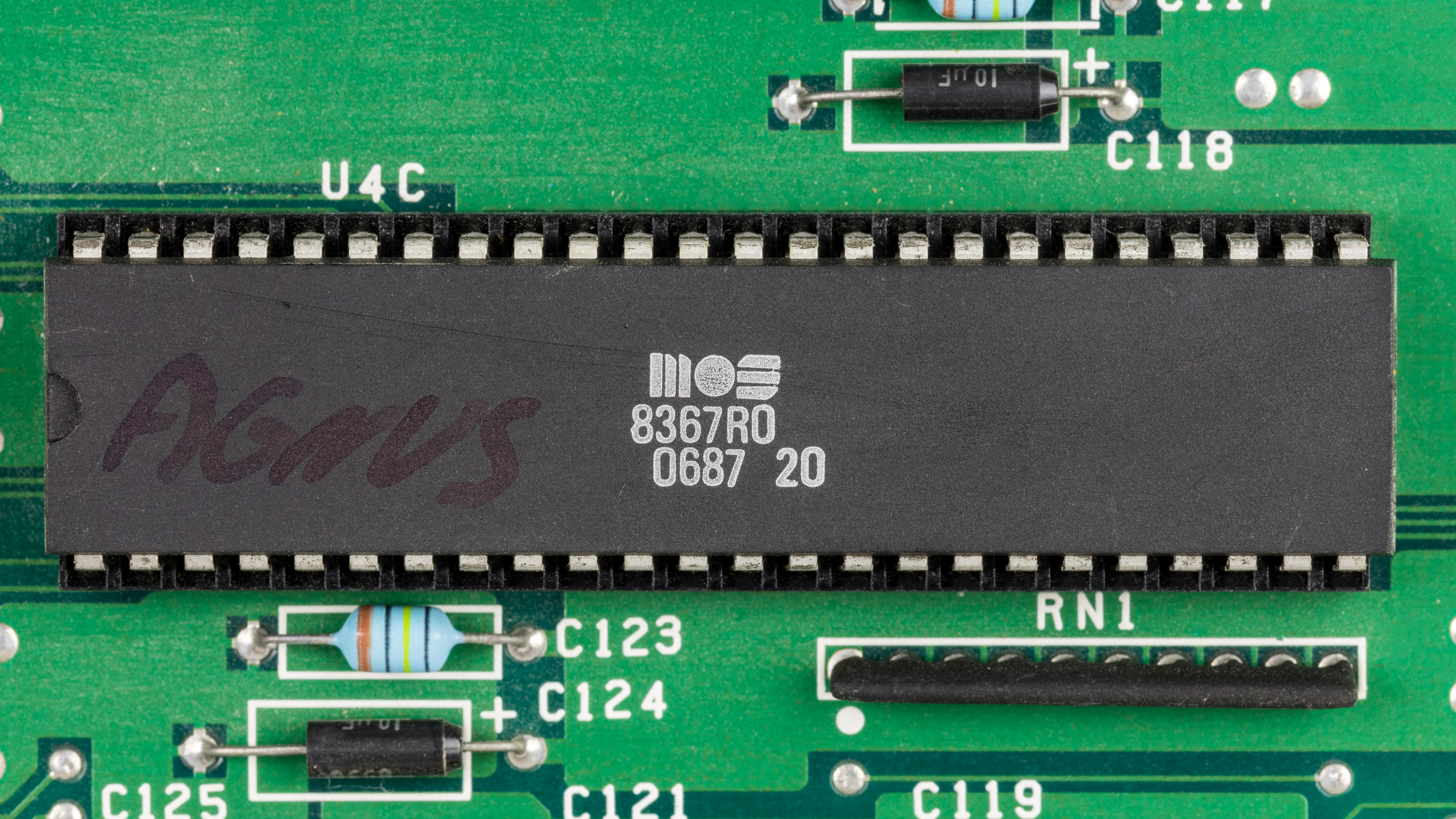
MOS 8367R0 - Agnus

Original Chip Set (OCS) – chipset montowany w pierwszych modelach komputerów Amiga. Składał się z kilku czipów, mianowicie:
- Agnus (address generator) 8370 (Fat Agnus 8372A, Super Agnus 8372B) – serce OCS, układ odpowiadający za multimedia:
  - pełnił funkcję kontrolera DMA dla całej architektury (25 kanałów DMA)
  - zajmował się obsługą pamięci Chip RAM (8370 do 512kB, 8372A do 1MB, 8372B do 2MB)
  - zawierał w sobie koprocesory graficzne Blitter i Copper
- Paula 8364 – niezmieniony od 1984 chip odpowiadający za fenomenalne w swym czasie możliwości dźwiękowe Amigi:
  - bezpośredni dostęp do pamięci
  - cztery 8-bitowe przetworniki cyfrowo-analogowe (po 2 na każdy kanał stereo), poprzez obniżenie głośności w jednym z 8-bitowych przetworników na kanał można było zasymulować dodatkowe 6 młodszych bitów – co dawało w sumie 14 bitowy dźwięk stereo
  - format próbki: PCM 8-bit, ze znakiem, kod uzupełnień do dwóch
  - różna częstotliwość próbkowania w zależności od trybu graficznego (grafika i dźwięk korzystały ze wspólnej pamięci)
  - dynamika dźwięku – 48dB
  - kontroler obsługi joysticka i myszki
  - filtr dolnoprzepustowy – działający globalnie na wszystkie kanały
  - wspomagał układ Gary w obsłudze stacji dyskietek
- Denise (Display Enable) 8362 – kontroler obrazu
  - zajmował się wyświetlaniem obrazu
  - potrafił zsynchronizować własny sygnał video z zewnętrznym źródłem sygnału
  - zajmował się obsługą duszków (sprites).

Do architektury OCS zaliczały się także:
- CIA (complex interface adapters)
  - kontroler portów wejścia/wyjścia
  - kontroler klawiatury
- Gary 5719
  - kontroler szyny
  - kontroler stacji dyskietek
  - autodiagnostyka
- chip RAM – pamięć, do której dostęp miały wszystkie układy (DMA)
- fast RAM – pamięć, do której dostęp miał tylko procesor (pamięć instalowana opcjonalnie jako karta rozszerzeń)
- slow RAM – (tylko w OCS) pamięć, do której dostęp miał tylko procesor, ale korzystał z niej przez wspólną z chipsetem szynę, co obniżało jej wydajność.